# Скорый «Москва — Россия»
«Скорый „Москва — Россия“» — российский художественный фильм в жанрах комедии и роуд-муви, вышедший в 2014 году. Режиссёром, автором сценария и продюсером картины выступил Игорь Волошин. Слоган фильма: «Русские не сдаются!».

## Сюжет
Голливудская звезда Мила (Маргарита Левиева) приезжает в Россию на съёмки фильма, но выясняется, что съёмки будут не в Москве, а во Владивостоке. А она страдает аэрофобией и лететь самолётом не может. Её агент (Майкл Мэдсен) заставляет её ехать через всю страну на поезде.
В скором поезде «Москва — Владивосток» в одном купе с ней оказывается популярный московский блогер Серёга (Сергей Светлаков). Он едет поездом до Владивостока тоже не по своей воле: по пьянке он поспорил, что проделает этот путь, переспит с проводницей Анной (Ингеборга Дапкунайте), селфнется с уссурийским тигром, и в итоге наберёт миллион лайков.
Актрису и блогера ждёт полная приключений дорога через всю Россию, и не только на поезде, от которого они отстанут и будут пытаться догнать…

## В ролях
- Сергей Светлаков — Сергей Манагер, популярный блогер
- Маргарита Левиева — Мила Симонофф, американская кинозвезда
- Майкл Мэдсен — продюсер Милы
- Максим Голополосов — Макс, друг Сергея, камео
- Иван Ургант — Иван, телеведущий, камео
- Павел Деревянко — Алексей
- Спартак Кондауров — Крепыш
- Артур Гургенян — кавказец
- Ингеборга Дапкунайте — Анна, проводница
- Ольга Симонова — ведьма на пристани
- Виктор Проскурин — военный лётчик
- Юрий Стоянов — дядя Паша, машинист
- Мария Шалаева — продавщица семечек
- Ольга Сутулова — горбоносая женщина
- Эдуард Флёров — вахтовик
- Игорь Волошин — кореш
- Ёла Санько — бабка, стеклоочиститель

## За кадром
- Текст от автора — Михаил Ефремов
- Перевод за кадром — Сергей Бурунов

## Прокат
Премьера состоялась 7 апреля 2014 года в кинотеатре «Октябрь».
Фильм вышел в прокат 17 апреля 2014 года тиражом 1500 копий, его посомотрели 862 296 зрителей, сборы составили 188 624 590 рублей ($ 5 276 212, при бюджете оцениваемом в $ 4 000 000).

## Рецензии
- Андрей Архангельский — Поезд идентичности // Журнал «Огонёк», 14 апреля 2014
- Лидия Маслова — В вагон и в воду // Газета «Коммерсантъ», № 67 от 18 апреля 2014
- Егор Москвитин — Положить на рельсы // Газета.ру, 23 апреля 2014
- Юлия Климычева — «Скорый Москва — Россия»: приехали, конечная остановка YouTube // Газета «Амурская правда», 29 апреля 2014
- Борис Иванов — Рецензия на фильм «Скорый „Москва — Россия“» // Фильм.ру, 9 апреля 2014
- Вадим Рутковский — Светлаков там правит бал. Новая Россия на широком экране // Сноб, 17 апреля 2014
- BadComedian — Скорый МОСКВА РОССИЯ (Дебют +100500) // Ютуб